# Папирий Фабиан
Папирий Фабиан (на латински: Papirius Fabianus) e древноримски ритор и стоик-философ от първата половина на 1. век по времето на Тиберий и Калигула.
Произлиза от фамилията Папирии. Учи реторика при Арелий Фуск и Рубелий Бланд и философия при Квинт Секстий.
Учител е на Сенека Млади и е възхваляван от него в произведенията му.
Автор е на [Rerum ?] Civilium.